# Tetrafluormetán
A tetrafluormetán (CF4) vagy szén-tetrafluorid (Freon-14,  R 14) szervetlen vegyület, a legegyszerűbb, csak szén- és fluoratomokat tartalmazó vegyület.
−198 °C hőmérsékleten monoklin szerkezetű kristály, kristályállandói: a = 8,597, b = 4,433, c = 8,381 (·10−1 nm), β = 118,73°.

## Előállítása
Tetrafluormetán keletkezik, ha bármilyen szénvegyületet vagy szenet fluoratmoszférában égetnek el. Szénhidrogén esetén hidrogén-fluorid melléktermék is keletkezik. Tisztán először 1926-ban állították elő. Előállítható szén-dioxid, szén-monoxid vagy foszgén kén-tetrafluoriddal végzett fluorozásával. Iparilag difluor-diklórmetán vagy trifluor-klórmetán és fluor közötti reakcióval állítják elő; de keletkezik a MF, MF2 fém-fluoridok szén elektróddal végzett elektrolízise során is.
Habár rengeteg anyagból előállítható fluor felhasználásával, az elemi fluor drága és nehezen kezelhető, ezért iparilag a CF4-ot hidrogén-fluorid felhasználásával állítják elő:
CCl2F2 + 2 HF → CF4 + 2 HCl

### Laboratóriumi szintézise
Laboratóriumi előállítása szilícium-karbid és fluor közötti reakcióval történhet:
SiC + 2 F2 → CF4 + Si

## Reakciói
A tetrafluormetán – a szén más fluorvegyületeihez hasonlóan – nagyon stabil az erős szén–fluor kötés miatt. A tetrafluormetánban a kötési energia 515 kJ⋅mol−1, aminek következtében a vegyület ellenáll a savaknak és hidroxidoknak, alkálifémekkel azonban robbanásszerűen reagál.A CF4 hőbontása vagy égetése során mérgező gázok (karbonil-fluorid és szén-monoxid) keletkeznek, illetve víz jelenlétében hidrogén-fluorid is képződik.
Vízben nagyon kevéssé oldódik (kb. 20 mg⋅l−1), de szerves oldószerekkel elegyedik.

## Környezeti hatásai
A tetrafluormetán üvegházhatású gáz.
Nagyon stabil, ezért sokáig a légkörben marad.
Légköri életideje 50 000 év; melegítési faktora 6500 (a CO2-é 1).